# Lleonada de matollar
La lleonada de matollar (Coenonympha arcania) és una espècie de lepidòpter papilionoïdeu de la família dels nimfàlids (Nymphalidae) present als Països Catalans.

## Descripció

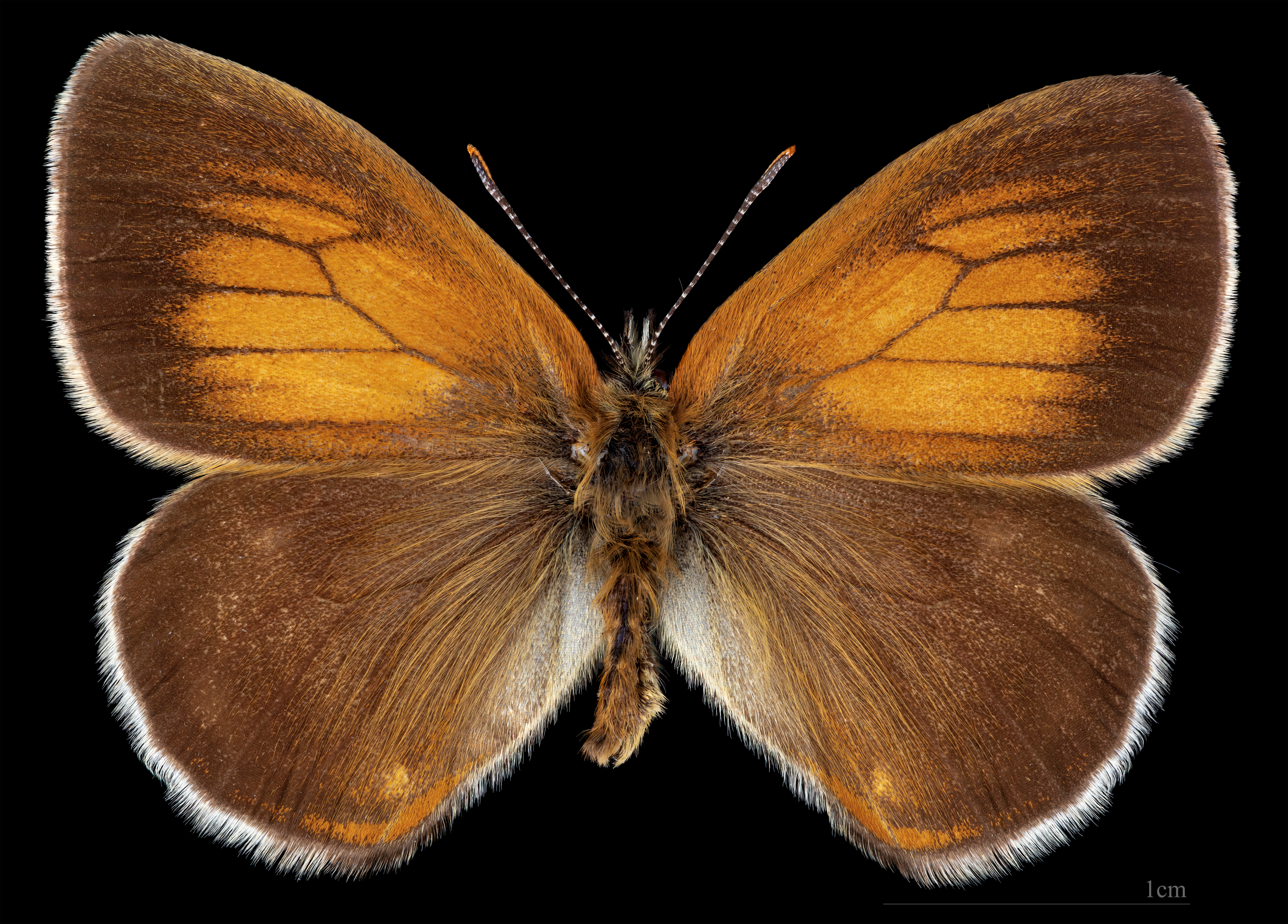
Coenonympha arcania ♂
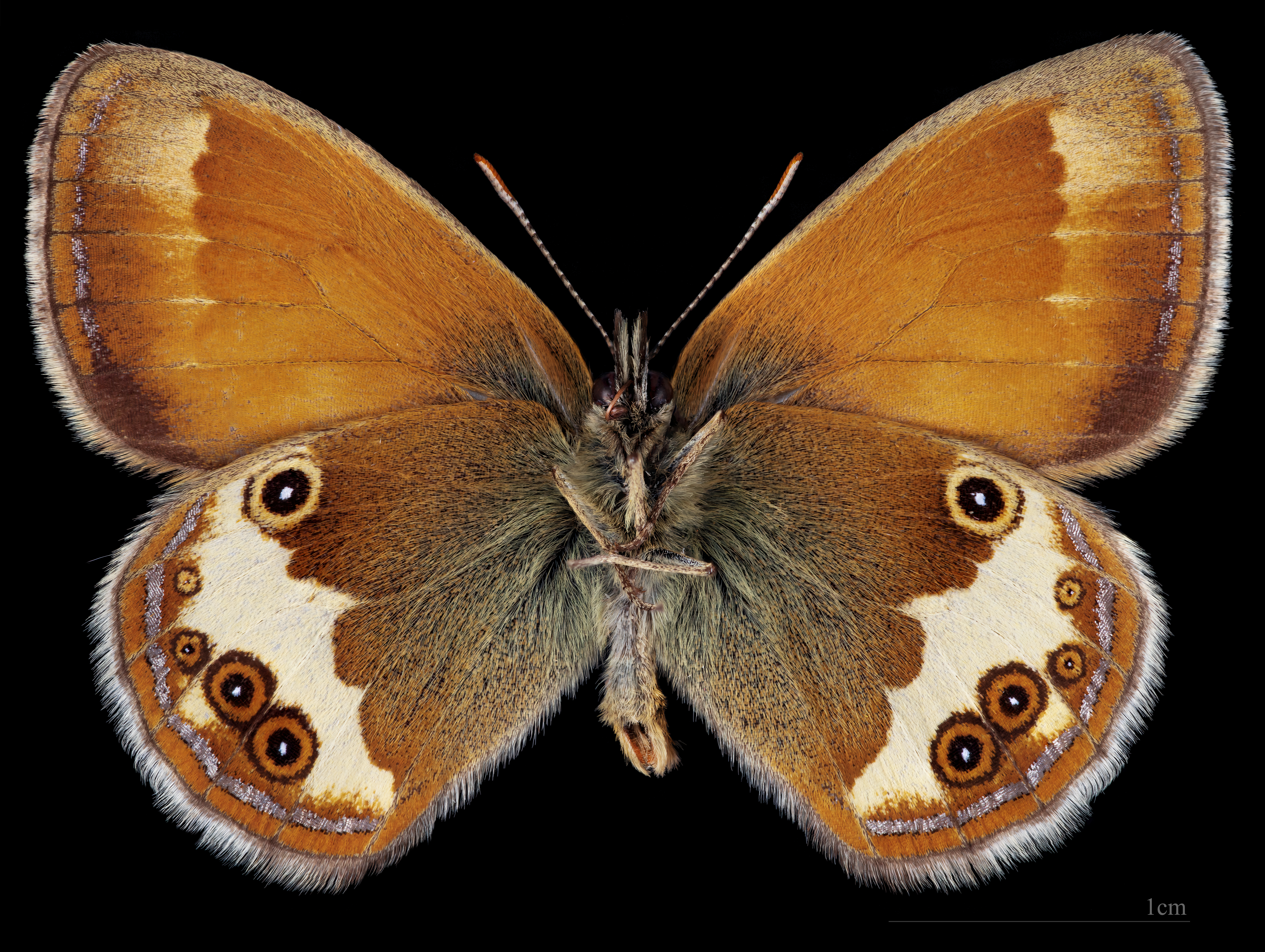
Coenonympha arcania ♂ △
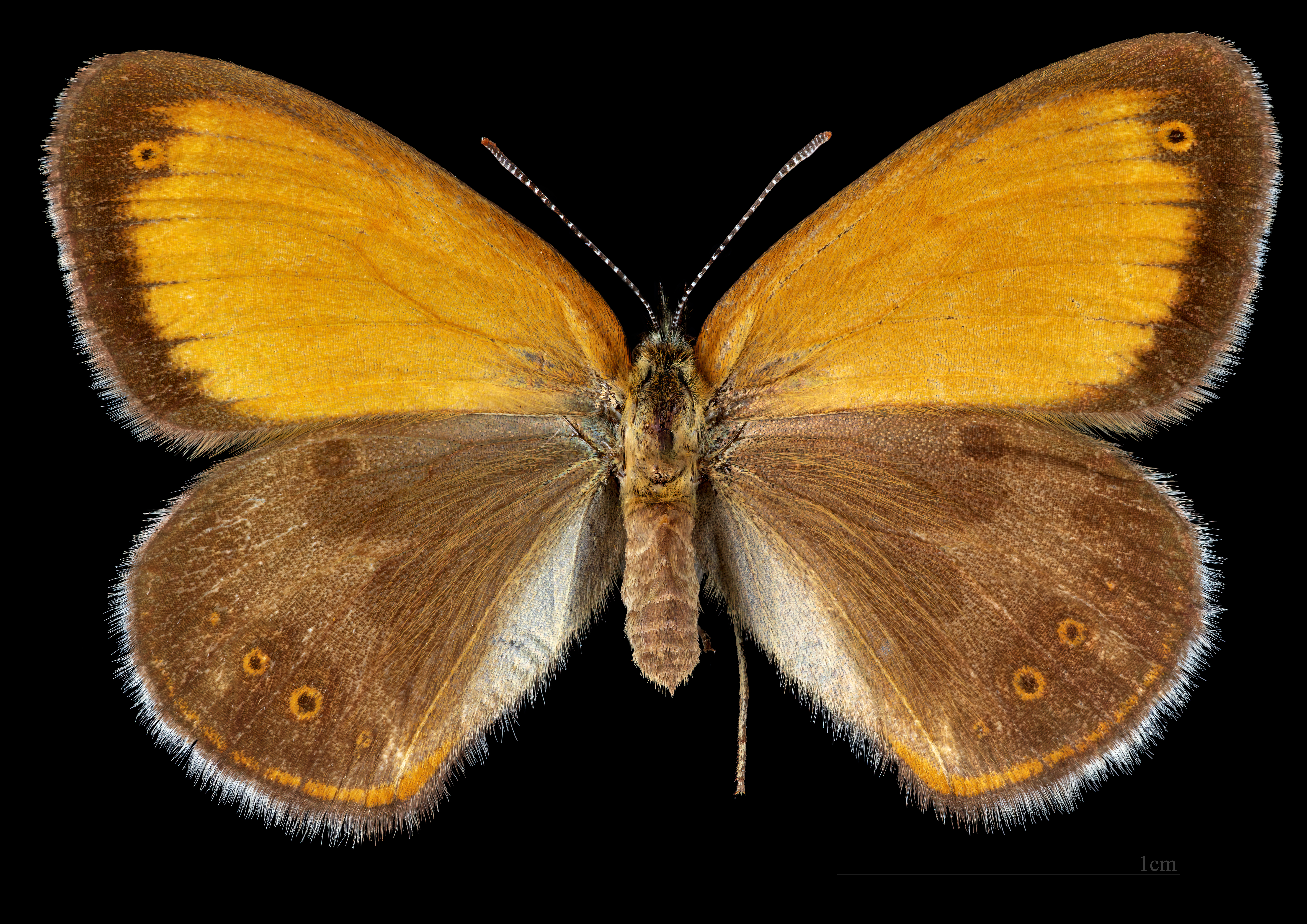
Coenonympha arcania ♀
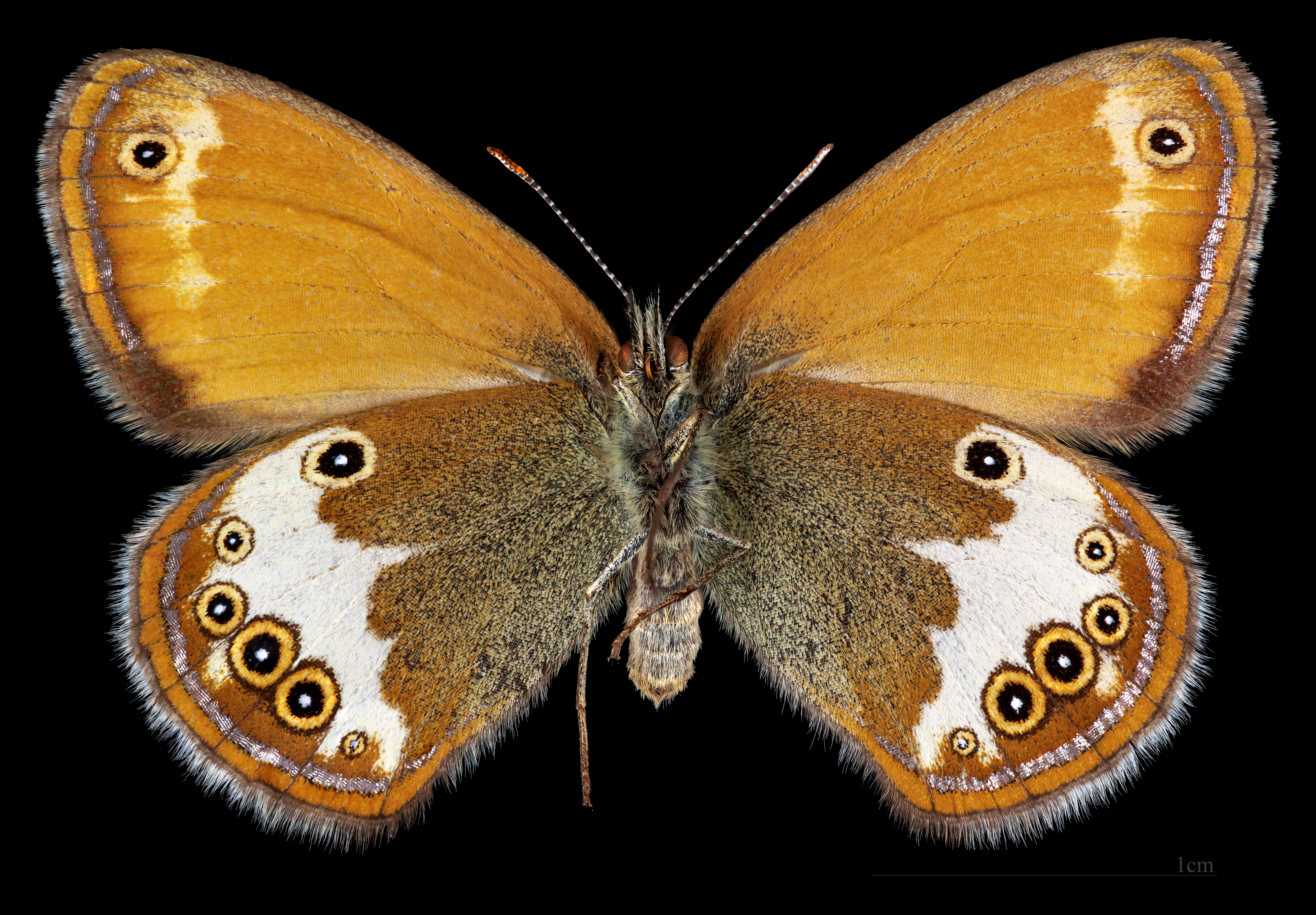
Coenonympha arcania ♀ △

## Distribució
Es distribueix per Europa, Turquia, Transcaucàsia, sud de Rússia, i sud i centre dels Urals. Es troba al nord i centre de la península Ibèrica.

## Hàbitat
Zones arbustives i herboses amb flors i clars de bosc humits o secs. L'eruga s'alimenta de gramínies tals com Poa pratensis, Melica ciliata, Holcus lanatus...

## Període de vol
Vola en una sola generació entre començaments de maig i mitjans d'agost.